# Abdul
Abdul ist ein Name, der zu Deutsch so viel wie „Diener des …“ heißt. Der Ursprung liegt im Arabischen, wo die Verbindung ʿAbd al- / عبد ال (in Verbindung mit einem der 99 Namen Allahs) häufig anzutreffen ist (Beispiele: Abd al-Qadir, Abdul hafiz und auch Abdallah/Abdullah; Abdul alleine ist im Arabischen selbst nicht anzutreffen). Diese Verbindung wird insbesondere im Englischen oft Abdul- geschrieben, woraus sich die Herkunft des Namens Abdul erklären lässt.

## Herkunft und Bedeutung
Siehe Abdallah

## Namensträger

### Vorname
- Abdul Bari (1878–1926), indischer islamisch-politischer Führer, Gelehrter und Sufi
- Abdul Sattar Edhi (1928–2016), pakistanischer Philanthrop
- Abdul Aziz Ghazi (* 1960), pakistanischer Prediger
- Abdul Basir Salangi, afghanischer Politiker
- Abdul Hadi al-Iraqi (* 1961), irakisches hochrangiges Mitglied der al-Qaida
- Abd al-Halim Chaddam (1932–2020), syrischer Politiker und Dissident
- Abdul Halim Mu’adzam Shah (1927–2017), malaysischer Sultan von Kedah und König von Malaysia
- Abdul Halim Sadulajew (1967–2006), tschetschenischer Politiker
- Abdul Hafiz Ghoga, libyscher Jurist und Politiker
- Abdul Kader Keïta (* 1981), ivorischer Fußballspieler
- Abdul Kareem al-Khasawneh (* 1944), jordanischer Großmufti
- Abd al-Karim Abdullah al-Araschi (1934–2006), jemenitischer Politiker
- Abdul Karim der Munshi (um 1863–1909), indischer Diener der britischen Königin Victoria
- Abdul Karim Tunda (* 1943), mutmaßlicher Terrorist und Bombenexperte
- Abdul Momin († 1885), bruneiischer Sultan
- Abdul Mseh, Kommandeur der Festung Amiuk
- Abdul Rahim Hatef (1925–2013), afghanischer Politiker
- Abdur Rahman Khan (1844–1901), Emir von Afghanistan
- Abdul Rahman bin Faisal Al Saud (1850–1928), Imam der Wahhabiten
- Abdul Rahman (König) (1895–1960), malaysischer König
- Abdul Rahman (Politiker, 1903) (1903–1990), malaysischer Politiker
- Abdul Rahman (Politiker, 1938) (* 1938), malaysischer Politiker
- Abdul Rahman (Politiker, 1953) (1953–2002), afghanischer Politiker
- Abdul Rahman (Politiker, 1959) (* 1959), indischer Politiker
- Abdul Rahman (Konvertit) (* 1965), afghanischer Konvertit
- Abdul Rahman (Cricketspieler, 1970) (* 1970), pakistanischer Cricketspieler und -trainer
- Abdul Rahman (Fußballspieler, 1988) (* 1988), indonesischer Fußballspieler
- Abdul Rahman (Cricketspieler, 2001) (* 2001), afghanischer Cricketspieler
- Abdul Raschid Dostum (* 1954), afghanischer Politiker
- Abd ar-Razzaq as-Sausa, Staatsoberhaupt von Libyen 1990 bis 1992
- Abdul Wali Khan (1917–2006), pakistanischer Politiker

### Familienname und Vatername
- Abdul Hamizan Abdul Hamid (* 1989), bruneiischer Tennisspieler
- Ahmed Deedat Abdul Razak (* 1995), malaysischer Tennisspieler
- Ahmed Abdul Raheem (* 1982), maledivischer Fußballschiedsrichter
- Alaa Abdul-Zahra (Alaa Abdul-Zahra Khashen al-Azzawi, 1987), irakischer Fußballspieler
- David Abdul (* 1989), arubaischer Fußballspieler
- Eric Abdul (* 1986), niederländischer Fußballspieler
- Fayeq Abdul-Jaleel (1948–nach 1990), kuwaitischer Dichter
- Emmanuel Abdul-Rahim (1934–2022), US-amerikanischer Jazzmusiker
- Haidar Abdul-Razzaq (1982–2022), irakischer Fußballspieler
- Kanu Abdul (* 1990), sierra-leonischer Fußballspieler
- Kareem Abdul-Jabbar (* 1947), US-amerikanischer Basketballspieler
- Khalifa Abdul Hakim (1893–1959), pakistanischer Philosoph und Dichter
- Kiria Tikanah Abdul Rahman (* 2000), singapurische Fechterin
- Lida Abdul (* 1973), afghanische Künstlerin
- Muhammad Abdul Al-Khabyyr (* 1959), kanadischer Jazzmusiker
- Nasyr Abdul Al-Khabyyr (* 1958), kanadischer Jazzmusiker
- Paula Abdul (* 1962), US-amerikanische Choreografin und Sängerin
- Raoul Abdul (1929–2010), US-amerikanischer Sänger (Bariton), Gesangslehrer, Musikkritiker und Autor
- Sayyd Abdul Al-Khabyyr (1935–2017), kanadischer Musiker
- Tajudeen Abdul-Raheem (1961–2009), nigerianischer Politiker und Journalist
- Yahya Abdul-Mateen II (* 1986), US-amerikanischer Schauspieler
- Yaqoob Abdul Baki (* 1979), omanischer Fußballschiedsrichter